# Bent Krog
Pour les articles homonymes, voir Krog.
Bent Krog, né le 31 mars 1935 à Copenhague et mort le 13 août 2004, est un footballeur international danois. Il évoluait au poste de milieu de terrain.

## Biographie

### En club
Bent Krog est joueur du Kjøbenhavns Boldklub de 1953 à 1961,,.
En compétitions européennes, il joue trois rencontres pour un but marqué en Coupe des clubs champions et cinq matchs pour aucun but marqué en Coupe des villes de foire.

### En équipe nationale
International danois, il reçoit cinq sélections pour aucun but marqué en équipe du Danemark en 1965,.
Son premier match a lieu le 28 mai 1961 contre l'Allemagne de l'Est (match nul 1-1 à Copenhague).
Son dernier match en sélection a lieu le 15 octobre 1961 dans le cadre du Championnat nordique contre la Finlande (victoire 9-1 à Copenhague).

## Palmarès
Danemark
- Jeux olympiques :
  -  Argent : 1960.